# Pálmay Ilka
Gróf wchinitzi és tettaui Kinszky Jenőné Pálmay Ilka (született: Petráss Ilona, Ungvár, 1859. szeptember 21. – Budapest, 1945. február 12.) magyar színésznő.

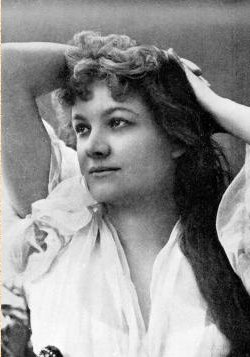
Pálmay Ilka 1896-ban, Julia Jellicoe szerepében

## Életútja
Nemesi családból származott, apja Petráss Gusztáv mérnök volt, anyja Gyöngyössy Ilona, akit két éves korában vesztett el. Tíz éves koráig nagyanyja nevelte, majd négy évet töltött a kassai zárdában. 15 éves korában apjának azon óhaját adta elő, hogy a színházhoz akar menni, különben megszökik otthonról. A rokonok tilalma ellenére apja elvitte Ilkát a kassai színházhoz. Pályafutása így Kassán indult 1875–76-ban, ahol Lászy Vilmos nyomban szerződtette. Játszott 1876–77-ben Eperjesen és Szatmáron, 1877–78-ban Kecskeméten, 1878–79-ben a Népszínházban, 1879–80-ban Kolozsvárott, 1880-ban Bécsben, 1881-től 1889-ig pedig újfent Népszínházban. 
Vendégszereplőként gyakorta járt külföldön is, 1890–91-ben, 1893-ban és 1895-ben Bécsben, 1891-ben Prágában, 1892–93-ban Berlinben, 1896–97-ben Londonban, 1905–06-ban New Yorkban. A Savoyban Sullivan The Grand Duke c. darabjában lépett fel, Amerikában pedig három nyelven adta elő szerepeit. Rómában X. Piusz pápa sajátkezű dedikálással ellátott arcképével ajándékozta meg. 1900 és 1905 között a Nép-, 1901-ben a Víg-, 1902–03-ban és 1908-ban a Magyar, 1906-ban, 1908–09-ben és 1924-ben a Király, 1919–20-ban a Városi, 1925-ben a Belvárosi, 1928-ban pedig a Nemzeti Színházban szerepelt. 1928-ban vonult vissza a színjátszástól. 1910-ben Kolozsvárott örökös, 1911-ben a Nemzeti Színházban tiszteletbeli taggá választották meg. 
Ünnepelt primadonna volt, művészete akkor élte fénykorát, amikor a klasszikus operett. Magyarországon neki köszönhető a műfaj sikere. A nézőket magával ragadta szépsége, tiszta hangja, bájos megjelenése és finom ízlésű játéka.
Sikereket aratott drámákban és népszínművekben egyaránt. Írt verseket is, emlékiratai is megjelentek. Német, francia, angol, olasz, orosz, szlovák és cseh nyelven beszélt.
Első férje Szigligeti József volt, akitől elvált. Második férje Kinsky Jenő birodalmi gróf (1859–1939), akivel Bécsben kötött házasságot 1891. augusztus 31-én és 1905-ben váltak el. Halálát vélhetően az ostrom alatt elszenvedett, tűzvész következtében történt fulladás okozta.

## Fontosabb szerepei

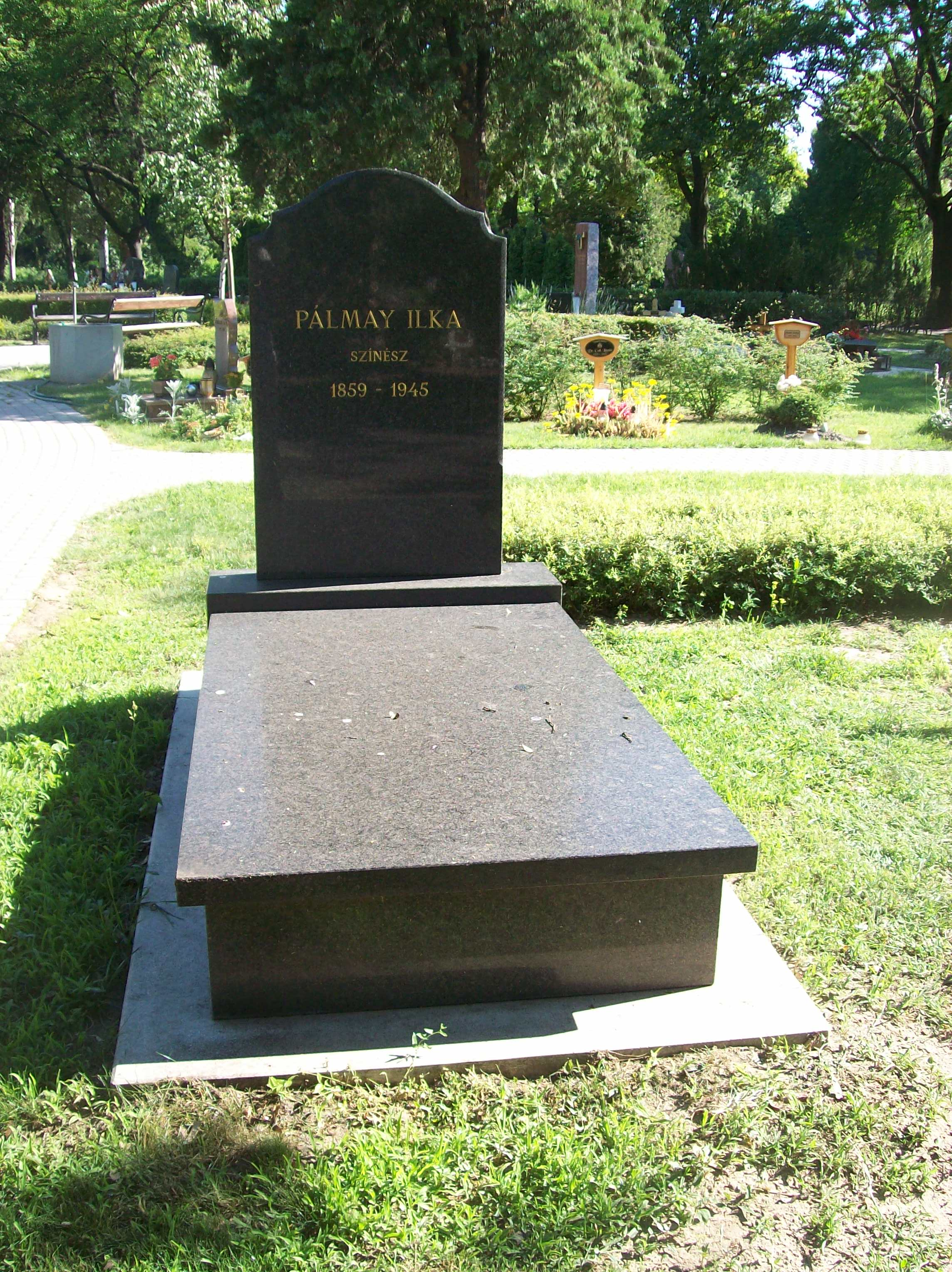
Pálmay Ilka sírja a Kerepesi úti temetőben

- Erzsike (Csepreghy F.: A sárga csikó)
- Serpolette (Robert Planquette(wd): A corneville-i harangok)
- Magdolna (Rákosi J.: Magdolna)
- Heléna (Jacques Offenbach: Szép Heléna)
- Pillangókisasszony (David Belasco(wd): Madame Butterfly; 1901. október 15. Vígszínház)
- Boccaccio (Franz von Suppé: Boccaccio)
- Denise de Flawigny (Hervé: Nebáncsvirág)
- Yvonne (Robert Planquette: A kalózkirály)
- Yum-Yum (Arthur Sullivan – William Schwenck Gilbert: A mikádó)
- Nagyhercegnő (Jacques Offenbach: A gerolsteini nagyhercegnő)
- Lisbeth (Robert Planquette: Rip van Winkle)
- Bronislawa (Carl Millöcker: A koldusdiák)

## Könyvei
- Fájó szívből (versek, 1884)
- Meine Erinnerungen; németre ford. Heinrich Glücksmann; Bong, Berlin, 1911
- Emlékirataim (1912)
- Operett-színházi történetek, emlékiratok, 1859–1945; összeáll., szerk. Petráss András; szerzői, Szolnok, 2021